# Guillaume-Olivier de Poitiers
Guillaume-Olivier de Poitiers, mort le 16 août 1454, est un évêque de Viviers du milieu du XVe siècle, sous le nom de Guillaume VI. Il est issu de la Maison de Poitiers-Valentinois.

## Biographie
Les origines Guillaume-Olivier de Poitiers ne sont pas connues. Selon les actes, il est appelé Guillaume ou Olivier ou encore Guillaume-Olivier. Seule son appartenance à la Maison de Poitiers, dite de Valentinois ne fait pas débat,. Roche, dans la notice généalogique dédiée au prélat, concède que sa filiation est inconnue.
Il est élu le 6 septembre 1442, sur le siège épiscopal de Viviers, soit cinq jours après la mort de son prédécesseur, Jean de Linières,.
En mai 1447, il conseille le Dauphin, à Montélimar.
Il est convoqué aux États de Languedoc, se déroulant à Béziers, puis à ceux de Toulouse, en 1451.
Guillaume-Olivier de Poitiers meurt le 1er août ou 16 août 1454,.

## Armoiries épiscopales
| Blason | Blasonnement : D'azur à six besans d'argent posés trois, deux et un, au chef d'or. |